# FU Orionis
FU Orionis är en eruptiv variabel  i stjärnbilden Orion. Stjärnan är prototyp för de så kallade ”fuorerna”, FU Orionis-variablerna. Stjärnan har magnitud 9,6 och hade före sitt utbrott 16,5. Uppgifterna är angivna i fotografisk magnitud.

## Prototyp för FU Orionis-variabler (fuorer)
FU Orionis upptäcktes 1937 av den tyske astronomen A. A. Wachmann, när den ökade från magnitud 16 till 9 på ett halvår, den har sedan dess sjunkit en magnitud fram till år 2010. Den har blivit prototyp för en särskild typ av eruptiva variabler, FU Orionis-variabeln.
2016 har fem ytterligare fuorer bekräftats, två av svenska astronomer. Den andra kända fuoren V1057 Cygni upptäcktes 1969 av Gunnar Welin. Den var tidigare klassad som T Tauri-stjärna. V733 Cephei upptäcktes på POSS-plåtar av Roger Persson 2004.
Under en period om 100-200 dagar ökar fuoren i ljusstyrka med upp till 6 magnituder och ligger sedan kvar på den högre nivån eller avtar bara ytterst sakta med ett par magnituder över en period av flera decennier. Ingen fuor har studerats så länge att den setts gå tillbaka till sin ursprungliga ljusstyrka. Beteendet tros bero på en stor plötslig ökning av inflödet av material från insamlingsskivan till stjärnans yta och misstänks kunna ske flera gånger under en stjärnas T Tauri-fas. Variablerna befinner sig alltså tidigt i sin utvecklingsfas.